# Rhopalophorini
Los ropaloforinos (Rhopalophorini) son una tribu de coleópteros polífagos crisomeloideos de la familia Cerambycidae.

## Géneros
Tiene los siguientes géneros:
| - Aguassay Napp & Mermudes, 2001 - Amphirhoe Newman, 1840 - Argyrodines Bates, 1867 - Brachylophora Clarke, 2011 - Closteropus Guérin-Méneville, 1844 - Coremia Audinet-Serville, 1834 - Cosmisoma Audinet-Serville, 1834 - Cycnoderus Audinet-Serville, 1834 - Dihammaphora Chevrolat, 1859 - Dihammaphoroides Zajciw, 1967 - Diplothorax Gressitt & Rondon, 1970 - Dirocoremia Marques, 1994 - Disaulax Audinet-Serville, 1833 - Dymorphocosmisoma Pic, 1918 - Gurubira Napp & Marques, 1999 | - Haenkea Tippmann, 1953 - Ischionodonta Chevrolat, 1859 - Lathusia Zajciw, 1959 - Listroptera Audinet-Serville, 1834 - Meringodes Wappes & Lingafelter, 2011 - Merocoremia Marques, 1994 - Muxbalia Giesbert & Chemsak, 1993 - Parozodes Aurivillius, 1897 - Potiapua Napp & Monné, 2009 - Rhopaliella Monné, 2006 - Rhopalophora Audinet-Serville, 1834 - Rhopalophorella Linsley, 1942 - Thalusia Thomson, 1864 - Timabiara Napp & Mermudes, 2001 |